# Ferrymead Heritage Park

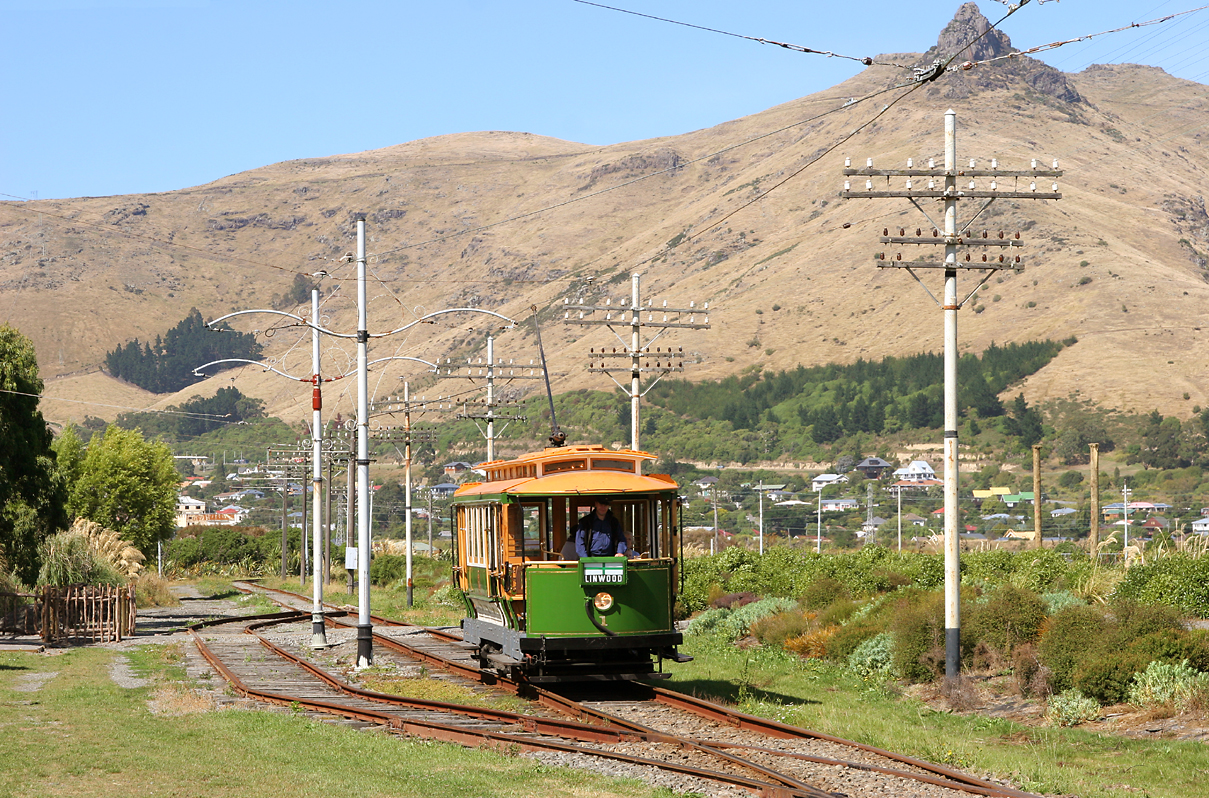
Um eléctrico no Ferrymead Heritage Park.

O Ferrymead Heritage Park é um museu histórico ao ar-livre em Christchurch, Nova Zelândia, com vários temas históricos, principalmente transportes. Anteriormente conhecido por "Ferrymead Historic Park", foi fundado em meados da década de 1960, por vários grupos, corpos de governo local, e outras partes interessadas. Fica no Vale de Heathcote, no local do primeiro caminho-de-ferro público neozelandês.

## Galeria

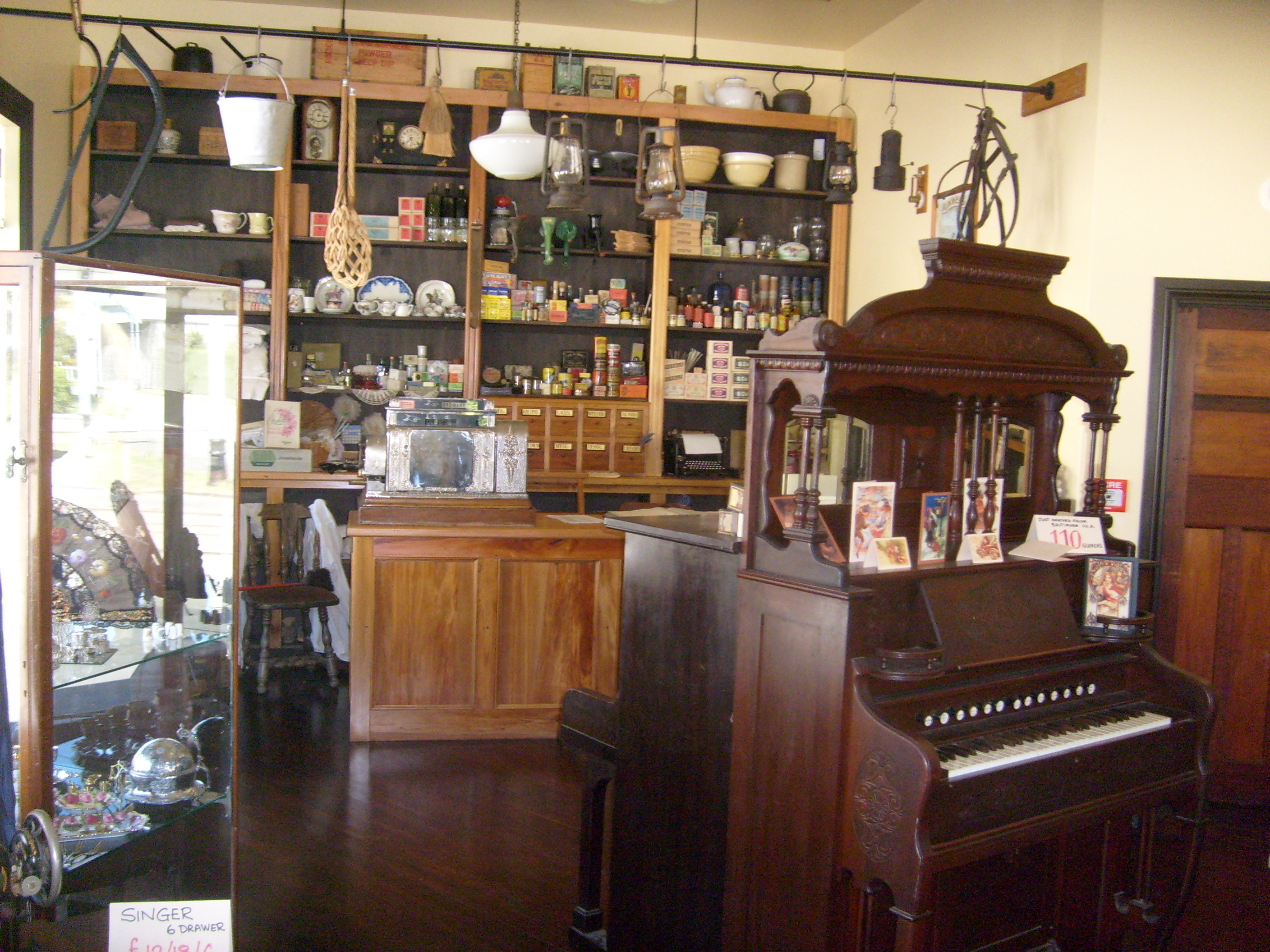
Interior da loja do Ferrymead Heritage Park